# Thomas Pynchon
Thomas Ruggles Pynchon (n. 8 mai 1937, Glen Cove, New York) este un scriitor postmodern american. Unul dintre cei mai enigmatici scriitori americani, Pynchon s-a născut în Long Island.
După terminarea liceului, Pynchon s-a înscris la Universitatea Cornell din New York, Facultatea de inginerie fizică, dar s-a retras în anul doi pentru a deveni marinar militar. După doi ani s-a întors la Cornell, unde a luat o diplomă în literatura engleză.
Înainte de a deveni scriitor, a lucrat o perioadă de timp la fabrica Boeing Aircraft Corporation din Seattle.
Fire solitară, Pynchon nu s-a lăsat fotografiat aproape niciodată și nu acordǎ interviuri.
După publicarea primului său roman, V, la 26 de ani, lucra ca redactor tehnic pentru Boeing și a încercat din răsputeri să scape de atenția publică. Viața sa personală misterioasă i-a transformat opera într-un cult și pentru că romanele sale sunt inspirate de paranoia contraculturii din anii 1960, au apărut unele teorii absurde despre autor și cărțile sale. 
Pynchon a locuit în Mexic, California și New York și s-a căsătorit cu agenta lui literară cu care are un fiu. În ultimii ani tinde către romane istorice lungi, situate în vremea expediției Mason/Dixon din secolul XIX sau în era „bulei dot-com” din anii 1990 și experimentează cu pastișe stilistice.

## Opere
- V. (1963)
  - V., Editura Polirom, 2006[11]
- The Crying of Lot 49 (1966)
  - Strigarea lotului 49, Editura Polirom, 2018[12]
- Gravity's Rainbow (1973)
  - Curcubeul gravitației, Editura Polirom, 2010[13]
- Slow Learner (1984), nuvele
- Vineland (1990)
- Mason & Dixon (1997)
- Against the Day (2006)
- Inherent Vice (2009)
  - Viciu ascuns, Editura Polirom, 2022[14]
- Bleeding Edge (2013)

## Premii/distincții
- National Books Award (1974)
- MacArthur Fellows Program (1988)